# Breakdance la Jocurile Olimpice de vară din 2024
Probele sportive de breakdance, numit și breaking, la Jocurile Olimpice de vară din 2024 s-au desfășurat în perioada 9 - 10 august 2024 la Place de la Concorde în Paris, Franța.

## Podium
| Probă           | Aur                                     | Argint                                    | Bronz                                                       |
| B-Boys Detalii  | Philip Kim · Phil Wizard · Canada (CAN) | Danis Civil · Dany Dann · Franța (FRA)    | Victor Montalvo · Victor · Statele Unite ale Americii (USA) |
| B-Girls Detalii | Ami Yuasa · Ami · Japonia (JPN)         | Dominika Banevič · Nicka · Lituania (LTU) | Liu Qingyi · 671 · China (CHN)                              |

## Clasament pe medalii
| Loc   | Țară                       | Aur | Argint | Bronz | Total |
| ----- | -------------------------- | --- | ------ | ----- | ----- |
| 1     | Japonia                    | 1   | –      | –     | 1     |
| 1     | Canada                     | 1   | –      | –     | 1     |
| 3     | Franța                     | –   | 1      | –     | 1     |
| 3     | Lituania                   | –   | 1      | –     | 1     |
| 5     | China                      | –   | –      | 1     | 1     |
| 5     | Statele Unite ale Americii | –   | –      | 1     | 1     |
| Total | Total                      | 2   | 2      | 2     | 6     |